# Makoto ni Senetsu Nagara First Album wo Koshiraemashita...
Makoto ni Senetsu Nagara First Album wo Koshiraemashita... 「誠に僭越ながらファーストアルバムを拵えました…」(De hecho, estabamos siendo audaces cuando hicimos nuestro primer álbum...) es el primer álbum indie de la banda japonesa Ikimono Gakari lanzado el 25 de agosto de 2003 por el sello indie Cubit Club.

## Lista de canciones
1. Hana wa Sakura Kimi wa Utsukushi (花は桜君は美し) "Flor de cerezo, eres hermosa"
2. Uta Hime (歌姫) "Princesa Cantante"
3. Chikyuu (地球) "La tierra"
4. Cosmos (秋桜 )
5. Nostalgia (ノスタルジア)
6. Natsu.Koi (夏・コイ) "Amor de verano"

## Observaciones
Hana wa Sakura Kimi wa Utsukushi fue regrabado para ser el tercer sencillo (octavo en total) de su segundo álbum, Life Album
Natsu.Koi fue regrabado para pertenecer a su primer álbum, Sakura Saku Machi Monogatari.
Cosmos fue regrabado para pertenecer a su cuarto álbum Hajimari No Uta, bajo el nombre de Akizakura.
 Nostalgia fue regrabada para ser el tema de la película “Toki wo Kakeru Shoujo” y sencillo número decimoséptimo de la banda.